# Laroque-des-Arcs
Laroque-des-Arcs är en kommun i departementet Lot i regionen Occitanien i södra Frankrike. Kommunen ligger i kantonen Cahors-Nord-Est som tillhör arrondissementet Cahors. År 2018 hade Laroque-des-Arcs 506 invånare.

## Befolkningsutveckling
Antalet invånare i kommunen Laroque-des-Arcs
| Referens: INSEE |